# Хоуп, Бобби
Ро́берт Хо́уп (англ. Robert Hope; 28 сентября 1943, Bridge of Allan, Стерлингшир — 10 июня 2022) — шотландский футболист и футбольный тренер, играл на позиции нападающего.

## Биография

### Игровая карьера
В возрасте 15 лет присоединился к клубу «Вест Бромвич Альбион», за который дебютировал в возрасте 16 лет в матче Первого дивизиона с лондонским «Арсеналом» — «Вест Бромвич» выиграл матч со счётом 1:0. В составе «дроздов» Хоуп играл в течение 12 сезонов, добившись с клубом главного успеха — победы в Кубке Футбольной лиги, когда в 1966 году по сумме двух матчей был обыгран «Вест Хэм». В 1968 году «Вест Бромвич» стал обладателем Кубка Англии после победы в финальном матче над «Эвертоном» со счётом 1:0. Всего во всех турнирах сыграл за «Вест Бромвич» 409 матчей и забил 42 гола.
В 1972 году перешёл в «Бирмингем Сити», за который играл в течение четырёх сезонов. Затем он играл в Североамериканской футбольной лиге за «Филадельфию Атомс» и «Даллас Торнадо». В 1976 году Хоуп перешёл в «Шеффилд Уэнсдей», в котором играл три сезона, играя также на правах аренды за «Даллас Торнадо». В 1979 году перешёл в «Бромсгроув Роверс», в котором также был играющим тренером и в 1983 году завершил карьеру.
За сборную Шотландии сыграл 7 матчей, в которых отметился одним забитым мячом.

### Тренерская карьера
Работал главным тренером команды «Бромсгроув Роверс», с которой добился главных успехов — выход в Футбольную конференцию и успешное выступление в Кубке Англии. В 1988 году работал главным тренером клуба «Бертон Альбион».
С 2000 по 2014 год работал главным скаутом «Вест Бромвич Альбион».

### Смерть
Скончался 10 июня 2022 года в возрасте 78 лет.

## Достижения
«Вест Бромвич Альбион»
- Обладатель Кубка Англии (1) : 1967/68
- Обладатель Кубка Футбольной лиги (1) : 1965/66